# Zarvaqt
Zarvaqt (persiska: Zīr Vaqt, زروقت) är en ort i Iran.   Den ligger i provinsen Khorasan, i den nordöstra delen av landet, 600 km öster om huvudstaden Teheran. Zarvaqt ligger 1 665 meter över havet och antalet invånare är 159.
Terrängen runt Zarvaqt är huvudsakligen kuperad, men den allra närmaste omgivningen är platt. Terrängen runt Zarvaqt sluttar söderut. Runt Zarvaqt är det ganska glesbefolkat, med 31 invånare per kvadratkilometer. Närmaste större samhälle är Kalāteh-ye Tīr Kamān, 11,7 km norr om Zarvaqt. Omgivningarna runt Zarvaqt är i huvudsak ett öppet busklandskap.